# RACK1
RACK1 (англ. Receptor for activated C kinase 1) – білок, який кодується однойменним геном, розташованим у людей на короткому плечі 5-ї хромосоми.  Довжина поліпептидного ланцюга білка становить 317 амінокислот, а молекулярна маса — 35 077.
| 10         |  | 20         |  | 30         |  | 40         |  | 50         |
| ---------- |  | ---------- |  | ---------- |  | ---------- |  | ---------- |
| MTEQMTLRGT |  | LKGHNGWVTQ |  | IATTPQFPDM |  | ILSASRDKTI |  | IMWKLTRDET |
| NYGIPQRALR |  | GHSHFVSDVV |  | ISSDGQFALS |  | GSWDGTLRLW |  | DLTTGTTTRR |
| FVGHTKDVLS |  | VAFSSDNRQI |  | VSGSRDKTIK |  | LWNTLGVCKY |  | TVQDESHSEW |
| VSCVRFSPNS |  | SNPIIVSCGW |  | DKLVKVWNLA |  | NCKLKTNHIG |  | HTGYLNTVTV |
| SPDGSLCASG |  | GKDGQAMLWD |  | LNEGKHLYTL |  | DGGDIINALC |  | FSPNRYWLCA |
| ATGPSIKIWD |  | LEGKIIVDEL |  | KQEVISTSSK |  | AEPPQCTSLA |  | WSADGQTLFA |
| GYTDNLVRVW |  | QVTIGTR    |  |            |  |            |  |            |

A: Аланін

C: Цистеїн

D: Аспарагінова кислота

E: Глутамінова кислота

F: Фенілаланін

G: Гліцин

H: Гістидин

I: Ізолейцин

K: Лізин

L: Лейцин

M: Метіонін

N: Аспарагін

P: Пролін

Q: Глутамін

R: Аргінін

S: Серин

T: Треонін

V: Валін

W: Триптофан

Кодований геном білок за функцією належить до білків розвитку. 
Задіяний у таких біологічних процесах як апоптоз, регуляція трансляції, взаємодія хазяїн-вірус, клітинний цикл, біологічні ритми, регуляція росту, гаструляція. 
Локалізований у клітинній мембрані, цитоплазмі, ядрі, мембрані, клітинних відростках.